# Хоксбери (Онтарио)
Хоксбери (енгл. Hawkesbury, фр. Hawkesbury) је градић у Канади у покрајини Онтарио. Према резултатима пописа 2011. у граду је живело 10.551 становника.

## Становништво
Према резултатима пописа становништва из 2011. у граду је живело 10.551 становника, што је за 2,9% мање у односу на попис из 2006. када је регистровано 10.869 житеља.
| 2006.  | 2011.  |
| ------ | ------ |
| 10.869 | 10.551 |